# Labuche Kang
El Labuche Kang, també anomenat Lapche Kang, Lobuche Kang I o Choksiam és una muntanya de la Lapche Himal, una secció poc coneguda de la gran serralada de l'Himàlaia. Amb 7.367 msnm és la 75a muntanya més alta de la Terra. Té una prominència de 1.957 metres. Es troba a l'est del Shishapangma.
La primera ascensió al Labuche Kang va tenir lloc el 1987 per una expedició sino-japonesa per la cara oest. No es registren altres intents per fer el cim fins al setembre del 2010, quan l'escalador estatunidenc Joe Puryear hi va trobar la mort durant un intent fallit.